# ピエール2世・ド・クルトネー
ピエール2世・ド・クルトネー （Pierre II de Courtenay, 1155年 - 1219年）は、ラテン帝国皇帝（在位：1216年 - 1217年）、ヌヴェール伯。フランス王子ピエール1世・ド・クルトネーの息子。ラテン皇帝ボードゥアン1世の妹ヨランドと結婚した。

## 生涯
1216年に妻の弟のラテン皇帝アンリ1世が嗣子なく死去し、ピエールが次期皇帝に選ばれ即位した。翌1217年、コンスタンティノープルに赴く途中、アルバニアでエピロス専制公テオドロス1世コムネノス・ドゥーカスに捕えられ、2年間幽閉された後、死去した。ピエールの幽閉中は、妻ヨランドが摂政を務め、ピエールの死後、息子ロベールが皇帝位を継承した。

## 子女
最初、ヌヴェール女伯アニェス1世（ヌヴェール家）と結婚した。
- マティルド1世（マオー）（1188年頃 - 1257年） - ヌヴェール女伯、エルヴェ4世・ド・ドンジーと結婚、フォレ伯ギーニュ4世と再婚。

二度目に、エノー伯ボードゥアン5世の娘でラテン皇帝ボードゥアン1世の妹のヨランドと結婚した。
- マルグリット（1194年頃 - 1270年） - ナミュール女侯
- フィリップ2世（1195年 - 1226年） - ナミュール侯
- エリザベート（1199年頃 - 1269年以降） - バル＝シュル＝セーヌ伯ゴーシェ・デュ・ピュイゼと結婚、モンタギュー卿ウード・ド・ブルゴーニュと結婚
- ヨランド（1200年 - 1233年） - 1215年にハンガリー王アンドラーシュ2世と結婚
- ロベール1世（1201年 - 1228年） - ラテン皇帝（在位：1221年 - 1228年）
- アニェス（1202年 - 1247年以降） - アカイア公ジョフロワ2世・ド・ヴィルアルドゥアンと結婚
- マリー（1204年 - 1222年） - 1219年にニカイア皇帝テオドロス1世ラスカリスと結婚
- アンリ2世（1206年 - 1229年） - ナミュール侯
- アリエノール（1208年 - 1230年） - カストル伯フィリップ1世・ド・モンフォールと結婚
- コンスタンス（1210年 - ?） - 修道女
- ボードゥアン2世（1217年 - 1273年） - ラテン皇帝（在位：1228年 - 1261年）